# Бірендранагар
Бірендранагар (неп. वीरेन्द्रनगर) офіційно Муніципалітет Бірендранагар — місто в окрузі Сурхет провінції Карналі в Непалі. Це окружний штаб округу Сурхет, а також столиця провінції Карналі. Станом на березень 2022 року Бірендранагар має населення 154 886 осіб, що робить його 17-м за величиною містом Непалу. Це найбільше місто провінції Карналі та сьоме за величиною місто в Західному Непалі. Це одне з найбільш швидкозростаючих міст Непалу. Бірендранагар є пунктом призначення двох національних автомагістралей, тобто шосе Ратна та шосе Карналі. Це одне з міст, що входять до столичних районів Ратна Шосе разом із Непалгунджом і Кохалпуром. Бірендранагар є хорошим місцем для панорамного виду на хребти Махабхарата та Чуре та рівнину внутрішнього тераю. Бірендранагар є великим торговим центром на середньому заході Непалу і вважається найдорожчим містом для життя в Непалі.

## Демографія
Історично склалося так, що Бірендранагар і околиці Сурхет були землями Тару і Місцевих Раджі; однак у регіоні спостерігалася посилена міграція з навколишніх гірських регіонів, а також інших частин країни, хоча нестабільні політичні умови вплинули на Бірендранагар. Населення міста становить приблизно 55 тис/чол. Селяни з менших навколишніх громад мігрують туди в пошуках більшої безпеки та можливостей.
На момент перепису населення Непалу 2011 року в муніципалітеті Бірендранагар проживало 105 107 осіб. З них 85,2% розмовляли непальською, 6,0% магарською, 5,8% тхару, 0,6% гінді, 0,6% гурунгською, 0,5% неварською, 0,3% білхарською, 0,3% майтхілі, 0,3% урду та 0,4% іншими мовами як рідною мовою.

## Клімат
Найвища температура, коли-небудь зареєстрована в Бірендранагарі, становила 41,8 °C (107,2 °F) 5 травня 1999 року, тоді як найнижча зареєстрована температура становила −0,7 °C (30,7 °F) 9 січня 2013 р.
| Клімат Бірендранагар 720m (1981–2010) | Клімат Бірендранагар 720m (1981–2010) | Клімат Бірендранагар 720m (1981–2010) | Клімат Бірендранагар 720m (1981–2010) | Клімат Бірендранагар 720m (1981–2010) | Клімат Бірендранагар 720m (1981–2010) | Клімат Бірендранагар 720m (1981–2010) | Клімат Бірендранагар 720m (1981–2010) | Клімат Бірендранагар 720m (1981–2010) | Клімат Бірендранагар 720m (1981–2010) | Клімат Бірендранагар 720m (1981–2010) | Клімат Бірендранагар 720m (1981–2010) | Клімат Бірендранагар 720m (1981–2010) | Клімат Бірендранагар 720m (1981–2010) |
| Показник                              | Січ.                                  | Лют.                                  | Бер.                                  | Квіт.                                 | Трав.                                 | Черв.                                 | Лип.                                  | Серп.                                 | Вер.                                  | Жовт.                                 | Лист.                                 | Груд.                                 | Рік                                   |
| Середній максимум, °C                 | 19,9                                  | 22,5                                  | 27,6                                  | 32,8                                  | 33,9                                  | 33,1                                  | 30,7                                  | 30,6                                  | 29,9                                  | 28,4                                  | 24,9                                  | 21,2                                  | 28,0                                  |
| Середня температура, °C               | 12,6                                  | 15,2                                  | 19,7                                  | 24,7                                  | 27,2                                  | 28,0                                  | 27,1                                  | 26,9                                  | 25,8                                  | 22,1                                  | 17,7                                  | 13,8                                  | 21,7                                  |
| Середній мінімум, °C                  | 5,4                                   | 7,9                                   | 11,8                                  | 16,6                                  | 20,4                                  | 22,9                                  | 23,5                                  | 23,3                                  | 21,6                                  | 15,8                                  | 10,4                                  | 6,4                                   | 15,5                                  |
| Норма опадів, мм                      | 34.4                                  | 42.5                                  | 26.0                                  | 29.2                                  | 91.3                                  | 252.3                                 | 471.9                                 | 422.6                                 | 190.9                                 | 42.4                                  | 9.7                                   | 18.5                                  | 1631.7                                |
| ------------------------------------- | ------------------------------------- | ------------------------------------- | ------------------------------------- | ------------------------------------- | ------------------------------------- | ------------------------------------- | ------------------------------------- | ------------------------------------- | ------------------------------------- | ------------------------------------- | ------------------------------------- | ------------------------------------- | ------------------------------------- |